# Нудельман Олександр Еммануїлович
Олександр Еммануїлович Нудельман (1912–1996) — радянський конструктор, учений і організатор виробництва озброєнь і військової техніки. Двічі Герой Соціалістичної Праці. Лауреат Ленінської, трьох Сталінських та двох Державних премій.

## Біографія

Пам'ятник у Одесі

Народився 8 (21 серпня) 1912 року в Одесі (нині — Україна) в єврейській родині столяра-модельника Еммануїла Абрамовича Нудельмана (1877—1945), власника механічної майстерні на Московській вулиці, випускника єврейського ремісничого училища товариства «Труд», та Естер Ісаківни Нудельман (уродж. Штейнман, 1879—1960). У сім'ї росло шестеро дітей, і вона мешкала в Одесі за адресою Наришкінський узвіз, 7.
У 1935 році закінчив ОПІ, розпочав наукову діяльність у лабораторії холодильної техніки під керівництвом Бориса Блієра.
Працював у ОКБ-16 у Москві, під керівництвом Якова Таубіна, після арешту останнього (травень 1941 року) став головним конструктором даного ОКБ (КБ «Точмаш», зараз ВАТ «КБ точного машинобудування ім. А. Е. Нудельмана»).
У 1942 — 1986 роках — начальник-головний конструктор.
У 1987 — 1991 роках консультант в МОП.
З 1991 року науковий консультант у КБ «Точмаш».
1962 року захистив докторську дисертацію, в якій розробив принципи побудови та конструктивні рішення автоматичного гарматного озброєння нового покоління.
Олександр Еммануїлович близько співпрацював з професором Леонідом Лінником, завідувачем лабораторії оптичних квантових генераторів ГУ «Інститут очних хвороб та тканинної терапії імені В. П. Філатова НАМН України», де протягом ряду років виконувалася експериментальна та клінічна апробація перших у ОКБ-16 лазерних приладів. Завдяки цій співпраці перше у світі медичне лазерне втручання було проведено професором Лінником в Одесі у 1963 році.
Після виходу на пенсію у 1987 році продовжував працювати консультантом у рідному КБ. При цьому він був консультантом Міністерства оборонної промисловості СРСР.
Жив і працював у місті Москві. Доктор технічних наук, професор, академік Російської академії космонавтики імені К. Е Ціолковського.

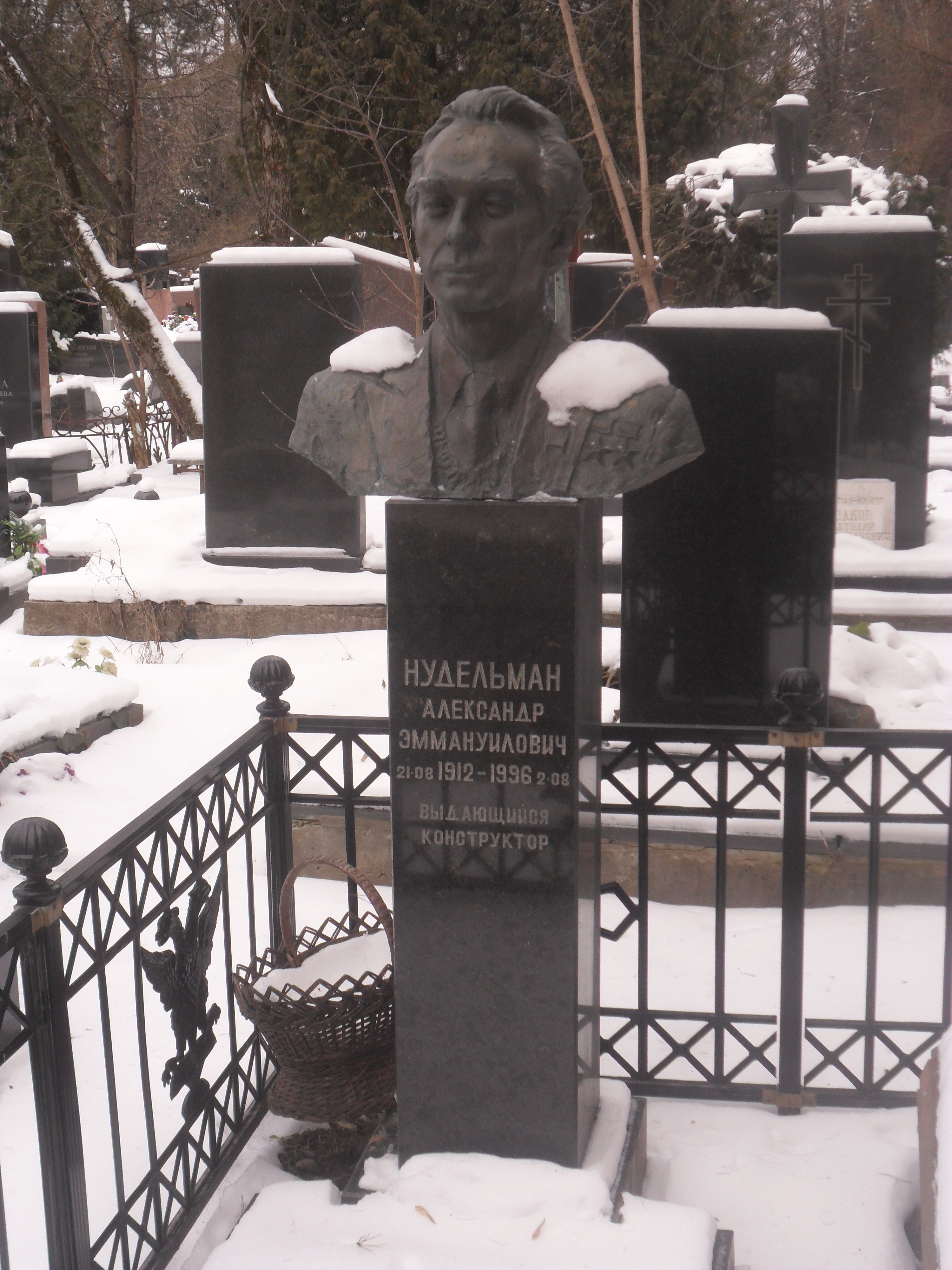
Могила Нудельмана на Кунцевському цвинтарі Москви.

Помер 2 серпня 1996 року. Похований з військовими почестями у Москві на Кунцевському цвинтарі.

## Сім'я
- брат — Григорій Еммануїлович Нудельман (1904—1975), конструктор, спеціаліст в галузі харчового машинобудування, винахідник, автор монографій[3].
- сестра — Вікторія Еммануїлівна Нудельман (1917—1999), архітектор.
- сестра — Діна Еммануїлівна Нудельман (1919—2005), піаніст[4], учениця Володимира Софроницького.
- сестра — Ольга Григорівна Нудельман (1912—1999), інженер.
- сестра — Раїса Еммануїлівна Нудельман (1914—1995), художник, була одружена з Борисом Мінкусом (1904—2004), вченим в галузі холодильної техніки, доктором технічних наук, сином архітектора Адольфа Мінкуса[5].

## Внесок
Під керівництвом Нудельмана створено:
- Танкові гармати ТНШ-1, ТНШ-2;
- авіаційні гармати НС-37, НС-23, Н-37, НС-45, Н-57, НС-76, НР-23, НР-30; ;
- НУР С-5, С-8, С-25;
- ПТРК «Фаланга» та його модифікації;
- КУВ «Кобра» та «Зеніт»;
- ЗРК 9К31 «Стріла-1», 9К35 «Стріла-10» та інше озброєння.
- перші радянські лазерні офтальмокоагулятори ОК-1, ОК-2 для лікування очних захворювань
- перші радянські імплантовані електрокардіостимулятори

## Нагороди і премії
- Сталінська премія другого ступеня (1943) — за розробку нового зразка артилерійського озброєння
- Сталінська премія другого ступеня (1946) — за розробку нових авіаційних гармат
- Сталінська премія третього ступеня (1951) — за роботу в галузі озброєння (авіаційна гармата НР-30)
- Державна премія СРСР (1970)
- Державна премія СРСР (1979)
- Ленінська премія (1964)
- двічі Герой Соціалістичної Праці (1966, 1982).
- чотири ордени Леніна (05.01.1944; 20.08.1962; 28.07.1966; 20.08.1982)
  - Указом Президії Верховної Ради СРСР «Про нагородження орденами та медалями працівників ордена Леніна заводу № 74 Народного комісаріату озброєння» від 5 січня 1944 року «за видатні заслуги у справі освоєння нових видів авіаційного та стрілецького озброєння та зразкове виконання завдань Державного комітету для фронту»[6].
- орден Жовтневої Революції (26.04.1971)
- орден Кутузова І ступеня (16.09.1945)
- орден Кутузова II ступеня (18.11.1944)[7]
- два ордени Трудового Червоного Прапора (20.11.1940; 29.03.1976)
- медалі

## Пам'ять
- За життя йому було встановлено в Одесі бронзове погруддя.
- Колишнє ОКБ-16 носить його ім'я.

## Додаткова література
- Ноздрачёв А. Александр Эммануилович Нудельман. К 90-летию со дня рождения // Военный парад : журнал. — 2002. — Т. 52, № 04 (июль-август). — С. 112. — ISSN 1029-4678.